# Candyman (album)
Candyman – album amerykańskiego muzyka i wokalisty Steve’a Lukathera. Wydawnictwo ukazało się w 1994 roku nakładem wytwórni muzycznej Columbia Records.

## Lista utworów
Opracowano na podstawie materiału źródłowego.
1. "Hero with a 1000 Eyes" (Lukather, Garfield, Fee Waybill) - 6:31
2. "Freedom" (Jimi Hendrix) - 4:08
3. "Extinction Blues" (Lukather, Garfield, Waybill) - 4:59
4. "Born Yesterday" (Lukather, Garfield, Waybill) - 7:08
5. "Never Walk Alone" (Lukather, Garfield) - 9:42
6. "Party in Simon's Pants" (Lukather, Simon Phillips) - 5:45
7. "Borrowed Time" (Lukather, Garfield, Waybill) - 7:20
8. "Never Let Them See You Cry" (Lukather, Garfield, Waybill) - 5:03
9. "Froth" (Lukather, Garfield) - 9:41
10. "The Bomber" (Joe Walsh, Vince Guaraldi) - 5:32
11. "Song for Jeff" (Lukather, Garfield) - 7:07

## Listy sprzedaży
| Lista             | Kraj     | Pozycja |
| ----------------- | -------- | ------- |
| MegaCharts        | Holandia | 59      |
| Sverigetopplistan | Szwecja  | 20      |
| Oricon            | Japonia  | 65      |